# Лазарева, Ангелина Вадимовна
Ангелина Вадимовна Лазарева (до 2024 — Лазаренко; род. 13 апреля 1998 года, Саратов) — российская волейболистка. Центральная блокирующая клуба «Динамо» (Москва). Чемпионка летней Универсиады 2017 года. Бронзовый призёр Кубка мира 2019 года.

## Биография
Ангелина Вадимовна Лазаренко родилась 13 апреля 1998 года в Саратове. После переезда в Москву в 12 лет начала заниматься волейболом в спортивной школе олимпийского резерва № 21 г. Москвы. Выступала в молодёжной команде «Факел».
В составе сборных России становилась чемпионкой Европы среди девушек 2015 года и среди молодёжных команд 2016 года, чемпионкой Универсиады 2017 года.
С 2015 по 2017 год играла в «Заречье-Одинцово». С 2017 года играет за швейцарский «Волеро», в составе которого стала чемпионкой Швейцарии и обладательницей Суперкубка Швейцарии.
В 2016 году поступила на заочное отделение Российского государственного университета физической культуры, спорта, молодёжи и туризма.
В составе сборной России участвовала в Лиге Наций 2018 и 2019 года.
В 2019 году перешла из «Волеро Ле-Канне» в «Динамо» (Краснодар).
В 2021 году заключила контракт с «Динамо-Ак Барсом», а в 2024 перешла в московское «Динамо».

## Личная жизнь
13 июня 2024 года вышла замуж за баскетболиста Ивана Лазарева.

## Достижения

### Со сборной
- Бронзовый призёр Кубка мира 2019

### С молодёжной сборной
- Чемпионка Универсиады 2017
- Серебряный призёр чемпионата мира среди молодёжных команд 2017[13]
- Чемпионка Европы среди молодёжных команд 2016
- Чемпионка Европы среди девушек 2015

### С клубами
- Чемпионка Швейцарии 2018
- Обладательница Суперкубка Швейцарии 2017
- Чемпионка России 2024.
- Победитель розыгрыша Кубка России 2021;
  - Бронзовый призёр Кубка России 2020
- Обладатель Суперкубка России 2022.

### Индивидуальные
- Лучшая блокирующая чемпионата Европы среди молодёжных команд 2016
- MVP и лучшая блокирующая чемпионата Европы среди девушек 2015